# Teeranat Ruengsamoot
Teeranat Ruengsamoot (thailändisch ธีรณัฐ เริงสมุทร์; * 29. November 2000) ist ein thailändischer Fußballspieler.

## Karriere
Teeranat Ruengsamoot erlernte das Fußballspielen in der Jugendmannschaft des Krabi FC. Bei dem Verein aus Krabi, der in der dritten Liga spielte, stand er bis Juli 2021 unter Vertrag. Wo er von Juli 2021 bis Juli 2023 spielte, ist unbekannt. Anfang August 2023 unterschrieb er wieder einen Vertrag beim Krabi FC. Mittlerweile spielte der Verein in der zweiten Liga. Da er in der zweiten Liga nicht zum Einsatz kam, wechselte er im Januar 2024 auf Leihbasis zum Drittligisten Phatthalung FC. Mit dem Verein aus Phatthalung spielte er in der Southern Region der Liga. Am Ende der wurde er mit dem Verein Vizemeister und qualifizierte sich für die Aufstiegsspiele zur zweiten Liga. Hier konnte man sich jedoch nicht durchsetzen. Nach der Ausleihe kehrte er nach Krabi zurück. Krabi musste am Ende der Saison 2023/24 wieder den Weg in die Drittklassigkeit antreten. Nachdem sein Vertrag in Krabi nicht verlängert worden war, unterschrieb er Anfang Juli 2024 einen Vertrag beim Zweitligisten Nakhon Si United FC. Sein Zweitligadebüt gab Ruengsamoot am 24. August 2024 (2. Spieltag) im Heimspiel gegen den Suphanburi FC. Bei dem 2:0-Erfolg stand er in der Startelf und spielte die kompletten 90 Minuten. Nach insgesamt sechs Zweitligaspielen wurde sein Vertrag im Dezember 2024 nicht verlängert. Im gleichen Monat unterschrieb er einen Vertrag beim Erstligisten Nakhon Pathom United FC. Am Ende der Saison 2024/25 belegte er mit Nakhon Pathom den vorletzten Tabellenplatz und musste somit in die zweite Liga absteigen.